# Шивцов, Иван Ильич
Иван Ильич Шивцов (25.01.1855 — ?) — казак из ст. Воздвиженской 1-го ВО ОКВ, войсковой старшина со старшинством от 4 октября 1915. Участник Первой мировой войны. Член чрезвычайной комиссии по продовольствию (1917). Делегат чрезвычайного ВК ОКВ (09-10.1917), член комиссии по продовольствию. Делегат ВК ОКВ, назначен руководителем следственной комиссии (1918). Сын есаул Шивцов, Сергей Иванович, кавалер ордена Св. Георгия 4-й степени.

## Служба
Окончил Оренбургское Казачье Юнкерское Училище по 2 разряду в 1879 г., был произведён в хорунжие 1 февраля 1883 года. С 1888 по 1891 гг. в 6-м Оренбургском казачьем полку. С 1892 года атаман ст. Воздвиженской (11.03.1892 - 11.09.1895), посадил в ст. Воздвиженской 7 тыс. корней ветлы (1892), и. д. делопроизводителя управления 1-го ВО ОКВ (с 11.03.1897), в 9-м Оренбургском казачьем полку (1906). Уволен от службы с производством в войсковые старшины с мундиром и пенсией (07.08.1908). Командир 4-й особой Оренбургской Казачьей Сотни (1914-1916). Получил назначение из отставки в возрасте более 60 лет, контужен в голову 28.02.1915 в Курляндской губ., потерял слух на правое ухо. Получил 2 контузии.

## Награды
- Орден Святого Станислава III-й степени (1894).
- Орден Святой Анны IV-й ст. с надписью «За храбрость» (1906)[1].

## Чины
- 1883 — хорунжий
- 1895 — подъесаул
- 1908 — войсковой старшина
- 1915 — полковник